# Estructuras constantes
En teoría y armonía del jazz y la música popular, las estructuras constantes se refieren a una progresión armónica de tres o más acordes de la misma especie Estos acordes pueden ser funcionales o no funcionales en el contexto tonal, y pueden producir ambigüedad y libertad sobre el centro tonal. Fue popularizado por pianistas como Bill Evans y Herbie Hancock. Produce un contraste con las típicas cadencias tanto clásicas como del jazz que generan progresiones con distintas especies, tales como el círculo de quintas (IIm7 V7 Imaj7), o IVm V7 Im, por ejemplo, propias de la música tonal. 

## Ejemplos
- En tonalidad de Do mayor: Fmaj7, Bbmaj7, Ebmaj7, Abmaj7, Dbmaj7, y Cmaj7 o C. Si bien se sigue el patrón de intervalos de quintas, no se respetan las notas de la tonalidad sino que la especie del acorde es lo preponderante, en este caso acordes "maj7".
- En tonalidad de La menor: F#m7, Em7, Dm7, Cm7, Bm7 y E7(b13). En este ejemplo sacado de la introducción del tema Durazno sangrando de Luis Alberto Spinetta, se puede apreciar como los primeros cuatro acordes son de la misma especie (m7) y a distancia de una segunda mayor y aparentemente no pertenecen a ninguna tonalidad hasta que se realiza una progresión dominante en tonalidad de La menor, para continuar luego con la estrofa del tema.